# José Francisco Moreira dos Santos
José Francisco Moreira dos Santos, O.F.M.Cap. (Mata Mourisca, 12 de outubro de 1928 – Luanda, 16 de março de 2023) foi um frei e prelado português da Igreja Católica com atuação em Angola, bispo emérito do Uíge.

## Biografia
Nascido com o nome de José Moreira dos Santos em 12 de outubro de 1928, na freguesia de Mata Mourisca, na cidade de Pombal, era filho de um abastado comerciante de madeiras e resinas e de uma doméstica, teve uma infância muito ligada a dois irmãos,que mais tarde emigram para o Brasil, e às três irmãs, que permanecem na freguesia.
Quando tinha onze anos, seu pai morreu e a família não teve condições de manter os negócios. Dois anos mais tarde, decidiu entrar no Seminário Maior do Porto. Tomou o hábito capuchinho em 1944 com o nome de Francisco da Mata Mourisca, emitindo a profissão simples em 1945 e a profissão perpétua em 1949. Foi ordenado padre no dia 20 de janeiro de 1952, no Porto.
Foi professor no seminário de Vila Nova de Poiares. Depois, passou para o Porto, para o seminário de Filosofia. Mais tarde, entrou para a Universidade de Salamanca, formando-se em Teologia Dogmática em 1957. Entre 1961 e 1967, foi o segundo comissário provincial de sua ordem. Na década de 1960, Frei Francisco da Mata Mourisca viajou para Angola para inaugurar a Igreja de Nossa Senhora de Fátima dos Capuchinhos e ficou maravilhado com o progresso de Luanda.
Em 14 de março de 1967, foi nomeado pelo Papa Paulo VI como bispo da recém-erigida Diocese de Carmona e São Salvador. Foi consagrado em 30 de abril, no Porto, por Maximilien de Fürstenberg, núncio apostólico em Portugal, coadjuvado por Ernesto Sena de Oliveira, arcebispo ad personam de Coimbra e por Florentino de Andrade e Silva, bispo auxiliar do Porto.
Durante sua administração, mandou construir escolas do primeiro nível ao ensino médio que facilitou o acesso das populações rurais ao ensino. Além dessas, mandou erigir ainda escolas primárias em todas as missões, uma Escola de Formação de Professores e o Seminário, fomentando a educação na província.
Em 1971, mandou construir a Escola de Enfermagem de Carmona, que formou vários técnicos que prestaram assistência nos hospitais do Uíge, Maquela do Zombo, Damba, Negage, Sanza Pombo e Cangola. Após a independência angolana, a Igreja Católica foi pioneira no combate à tripanossomíase, e através das Caritas, coordenou a construção de um hospital na cidade do Uíge para socorrer os doentes tripanossomos.
Foi presidente da Caritas de Angola, entre outros cargos de renome, e fundou a congregação Mensageiro de Cristo.
Teve sua renúncia do cargo pastoral aceita pelo Papa Bento XVI, em conformidade ao cânon 401 § 1 do Código de Direito Canônico, em 2 de fevereiro de 2008.
Em sua terra natal, é homenageado dando nome a um logradouro.
Morreu em 16 de março de 2023, aos 94 anos, no Hospital D. Alexandre em Luanda.

## Obras
Dom Frei Francisco da Mata Mourisca escreveu diversas obras:
- Decálogo do matrimónio (1972)
- Escândalo da justiça (1975)
- Política dum bispo? (1977)
- Socialismo científico e cristãos comunistas (1979)
- Protagonistas do terceiro milénio (2000)
- Itinerário da paz (2001)
- Angola, escândalo da paz (2001)
- Por amor de Angola (2007)
- Violinos de Deus (2012)